# Vikla
Vikla (griechisch Βίκλα) ist eine Gemeinde im Bezirk Limassol in der Republik Zypern. Bei der Volkszählung im Jahr 2021 hatte sie nur einen Einwohner.

## Lage und Umgebung

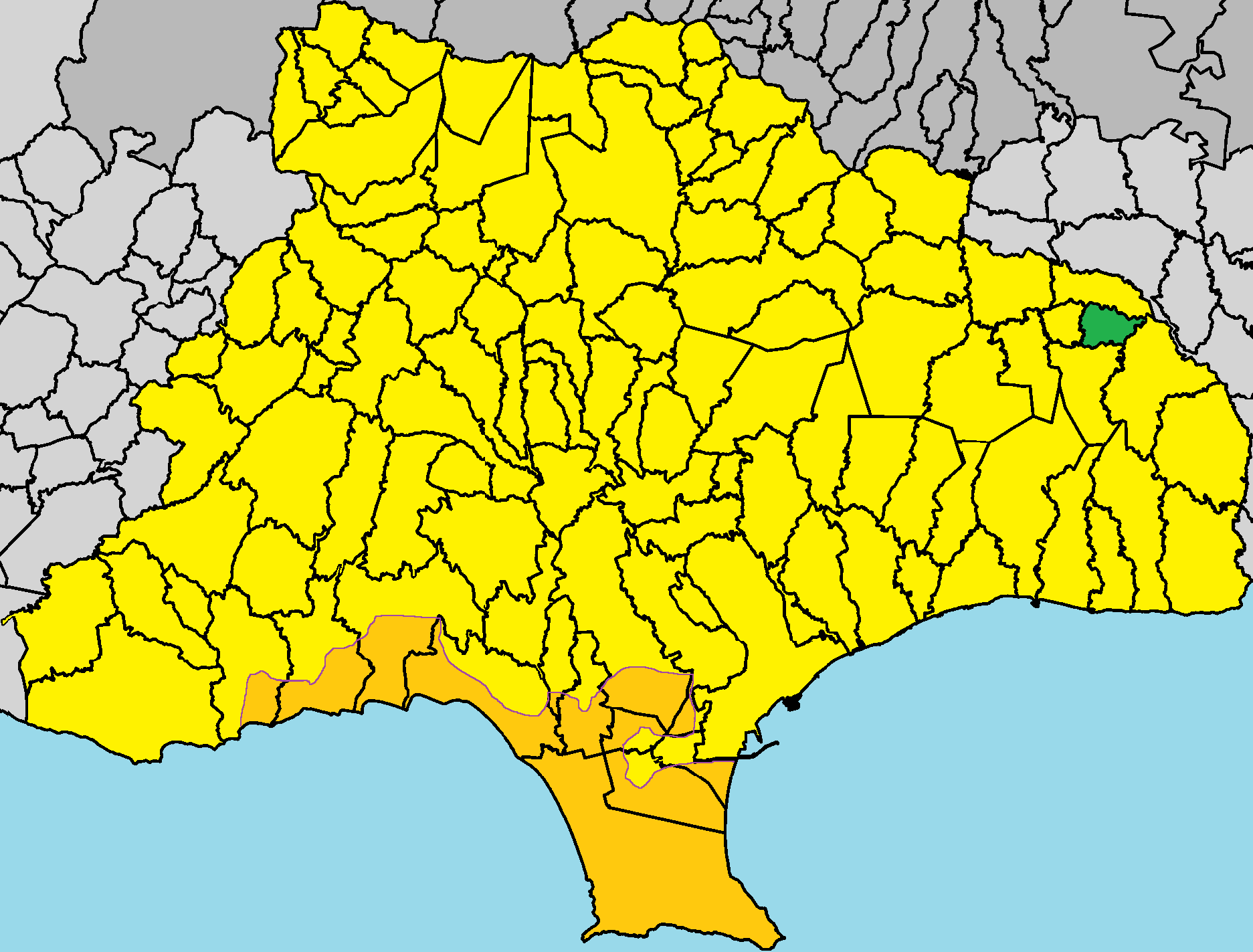
Lage im Bezirk Limassol

Vikla liegt auf der Mittelmeerinsel Zypern auf einer Höhe von etwa 455 Metern, etwa 22 Kilometer nordöstlich von Limassol. Es liegt an der Grenze zum Bezirk Larnaka. Das 3,94263 Quadratkilometer große Dorf grenzt im Südosten grenzt es an Vasa Kellakiou, im Süden an Sanida, im Westen an Klonari und im Norden an Akapnou.

## Geschichte
Vikla war ein Dorf der „Großen Kommende“. Mitte der 1980er Jahre wurde es von seinen letzten Bewohnern verlassen. Nur einige Häuserruinen und die Kirche des Hl. Johannes des Barmherzigen sind erhalten.
Heute ist im Bereich des Dorfes ein Golfplatz entstanden und es lebt wieder ein Einwohner in der Gemeinde.

### Bevölkerungsentwicklung
| Jahr      | 1881 | 1891 | 1901 | 1911 | 1921 | 1931 | 1946 | 1960 | 1976 | 1982 | 1992 | 2001 | 2011 | 2021 |
| Einwohner | 49   | 53   | 46   | 47   | 47   | 55   | 43   | 22   | 4    | 6    | 0    | 0    | 1    | 1    |